# Zhao Ruobing
Zhao Ruobing (xinès simplificat: 赵若冰) Guionista i directora de cinema xinesa. Forma part de la generació de cineastes xinesos anomenats "post 90".

## Biografia
Zhao Ruobing, també coneguda com Sabrina Zhao, va néixer l'any 1996 a Chengdu,la capital de la província de Sichuan a la Xina. Va fer cursos de cinema però també de literatura i escriptura creativa a Abu Dhabi com a part del programa transnacional i multidisciplinari de cinema i nous mitjans desenvolupat en col·laboració amb la Universitat de Nova York (NYU-Abu Dhabi), després va continuar els seus estudis de producció cinematogràfica a la Universitat de York (Canadà) a Toronto.

#### Carrera cinematogràfica
Com a part dels seus estudis, va dirigir diversos curts i migmetratges que són pel·lícules experimentals entre el documental i la ficció, començant per “Rabbit Hole” el 2015 i desprès entre 2018 i 2020 va rodar diversos curtmetratges , fins que el 2021 va dirigir el seu primer llargmetratge.
En una entrevista va declarar que: " el meu interès pel cinema va néixer quan vaig començar a llegir els textos de John Berger. Va ser en una classe de literatura a NYU Abu Dhabi; hi havia el llibre de fotos de John Berger "A Seventh Man", i també el de Blow-Up de Michelangelo Antonioni. Vaig començar a veure alguna cosa nova i diferent. I va ser llavors quan vaig sentir el poder de l'art/cinema, que sempre inspira una manera de mirar encara desconeguda."
El seu primer llargmetratge va ser: 四川好女人 (La bona dona de Sichuan). El títol de la pel·lícula fa referència a l'obra de Bertolt Brecht "Der Gute Mensch von Sezuan" (La bona persona de Sezuan) sense ser una adaptació ni tan sols una inspiració perquè el títol es va decidir en la fase de postproducció després del rodatge de la pel·lícula. Es va rodar a Leshan al sud de la província de Sichuan i parlada en mandarí i el dialecte Leshan un dels dialectes de Sichuan. El subjecte del relat és una dona que viatja amb tren, una vídua que torna a un lloc que coneixia, però que ja no li és familiar, a la recerca d'un jo més o menys imaginari. La càmera no ens ho mostra; només filma allò que veu passar molt ràpidament per la finestra i la imatge del qual es veu difuminada per la velocitat: arbres, rius, llacs i cases que desapareixen entre la vegetació, tot segmentat aquí i allà per túnels.
Va ser una de les pel·lícules seleccionades a la secció “Fòrum” de la Berlinale 2021. També ha participat en MoMA Doc Fortnight i el CPH:DOX (Festival Internacional de Cinema Documental de Copenhague) i al Seoul International Women's Film Festival 2021.

## Filmografia
| Any  | Títol xinès | Títol anglès              | Notes                 |
| ---- | ----------- | ------------------------- | --------------------- |
| 2018 |             | My Unloving Love          | Editora               |
| 2019 |             | Vicky I and Herself       | Guionista i editora   |
| 2019 | 氧气泵      | Hubble Bubble             | Co-directora          |
| 2020 |             | Nini, What time is There  | Guionista i directora |
| 2021 | 四川好女人  | The Good Women of Sichuan | Guionista i directora |
| 2023 |             | This Cave is Vey Large    | Directora             |